# Mękę Bożą spominajmy
Mękę Bożą spominajmy – polski pieśń pasyjna z XV wieku.
Tytuł wiersza pochodzi od incipitu Mękę Bożą spominajmy, / Słowa Jego Pamiętajmy. W opracowaniach utwór występuje także jako Pierwsza pieśń Sandomierzanina. Wiersz jest znany tylko z odpisu wykonanego na podstawie zaginionego rękopisu przez W.A Maciejowskiego, ogłoszonego drukiem w 1852. Zanotowany został wspólnie z wierszem Mamy wszyćcy k temu się dziś brać (Druga pieśń Sandomierzanina). Odpis Maciejewskiego, dopełniony śródtytułami, komentarzami i dodatkami łacińskimi, jest niejasny, w związku z czym podział Pieśni Sandomierzanina na dwa odrębne utwory jest hipotetyczny.
Wiersz składa się z dwóch fragmentów. Pierwszy zawiera 14 zwrotek czterowersowych napisanych ośmiozgłoskowcem z rymami parzystymi. Tworzy on pieśń pasyjną, zbudowaną na motywie ostatnich słów Jezusa na krzyżu oraz testamentu wypowiedzianego tuż przed śmiercią. Kwalifikacja kolejnych siedmiu strof jest problematyczna. Opowiadają one o dwóch graczach w kości, grających w imię Boga i diabła. Ten fragment może być traktowany jako osobna pieśń.